# Instituto Tecnológico de Minatitlán
El Instituto Tecnológico de Minatitlán es una institución pública de educación superior localizada en Minatitlán, Veracruz, México.  Fue fundado el 17 de septiembre de 1972.
Actualmente, el Instituto Tecnológico de Minatitlán imparte  8 carreras a nivel licenciatura y 1 a nivel posgrado en las áreas de ciencias sociales y administrativas, e ingeniería.  Forma parte de la Dirección General de Educación Superior Tecnológica (DGEST), de la Secretaría de Educación Pública de México.

## Oferta académica
Las carreras que ofrece el Instituto Tecnológico de Minatitlán son:
- Licenciatura en Administración
- Ingeniería Ambiental
- Ingeniería Electromecánica
- Ingeniería Electrónica
- Ingeniería Industrial
- Ingeniería Química
- Ingeniería en Gestión Empresarial
- Ingeniería en Sistemas Computacionales

## Sistemas de Gestión de Calidad y Sistemas de Gestión Ambiental
Gestión de la Calidad bajo la norma ISO-9001
- 2004: Se obtiene la Certificación en la norma ISO 9001:2000 del proceso educativo.

se establece en el Tecnológico el Sistema de Gestión de la Calidad, considerando
la norma internacional ISO-9001:2000. A través de la certificación logrando
normar sus procedimientos orientándolos hacia la satisfacción de las necesidades
de los alumnos, ofreciendo un servicio educativo de calidad.
- 22 de septiembre de 2009: Se obtiene la certificación bajo la norma ISO-9001:2008; el certificado es otorgado por el Instituto Mexicano de Normalización y Certificación, A.C.

Alcance de la certificación: Proceso educativo: Comprende desde la inscripción hasta la entrega del título y cédula profesional de licenciatura en la modalidad presencial.
Gestión Ambiental bajo la norma ISO-14001
- 21 de diciembre de 2010: se obtiene la certificación del Sistema de gestión ambiental bajo la norma ISO-14001:2004, el certificado es otorgado por el Instituto Mexicano de Normalización y Certificación, A.C.

Alcance de la certificación: Actividades, productos y servicios que realizan el personal y partes interesadas en el I.T.M.

## Visión y Misión
Visión
El Sistema Nacional de Educación Superior Tecnológica estableció su visión de
“Ser uno de los pilares fundamentales del desarrollo sostenido, sustentable y equitativo de
la nación.”, en concordancia con esta visión, el Instituto Tecnológico de Minatitlán ha
definido su visión hacia el año 2030 en los términos siguientes:
“Ser una Institución de Educación Superior Tecnológica con Calidad que promueva
el desarrollo sustentable, sostenido y equitativo en el ámbito de la globalización”.
Con esta visión el Instituto Tecnológico de Minatitlán busca contribuir a la
transformación Educativa en México, orientando sus esfuerzos hacia el desarrollo humano
sustentable y la competitividad.
Misión
“Ofrecer educación superior tecnológica, basada en competencias profesionales
de clase mundial, con un amplio sentido humanista y ético, que coadyuve al
desarrollo integral del alumno, para responder a los retos y necesidades que la
sociedad demande”.

## Mural
El Mural lleva por nombre “Ciencia y Vida” formada por 7 secciones, en la sección
1 se representa la industria de la región, en la sección 2 se representa el espacio (avances tecnológicos), en la sección 3 la agricultura y las raíces prehispánicas, en la sección 4 los aspectos subatómico y electrónico, en la sección 5 el símbolo del Tecnológico (halcón), en la sección 6 los rostros de la sociedad y en la sección 7 el símbolo de Minatitlán (flechador).

## Curiosidades
Fue sede del XVIII ENCUENTRO NACIONAL DE BANDAS DE GUERRA Y ESCOLTAS DE LOS INSTITUTOS TECNOLÓGICOS
Que se llevó a cabo del 21 de al 26 de febrero de 2012.
En mayo del 2015 fue Sede del Prenacional Deportivo obteniendo los primeros lugares en varias disciplinas.